# Brachycaudus aconiti
Brachycaudus aconiti är en insektsart. Brachycaudus aconiti ingår i släktet Brachycaudus och familjen långrörsbladlöss. Inga underarter finns listade i Catalogue of Life.